# Scinax blairi
Scinax blairi es una especie de anfibios de la familia Hylidae.
Es endémica de Colombia.
Sus hábitats naturales incluyen sabanas secas, marismas de agua dulce, pastos, plantaciones, jardines rurales, estanques, tierras de irrigación, zonas agrícolas inundadas, canales y diques.